# Ryūhei Kitamura

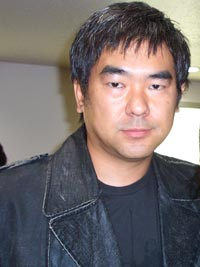
Ryūhei Kitamura

Ryūhei Kitamura (jap. 北村 龍平 Kitamura Ryūhei; * 30. Mai 1969 in Osaka) ist ein japanischer Regisseur, Drehbuchautor und Produzent.

## Biografie
Kitamura entwickelte schon als Kind eine große Leidenschaft für die Filmkunst. Er bewunderte vor allem australische Regisseure wie Peter Weir, Russell Mulcahy und George Miller. Als er sich mit siebzehn Jahren dazu entschied, die Schule zu verlassen, um Filmemacher zu werden, ging er nach Australien und besuchte dort die Schule der Visuellen Medien. Sein Abschlussfilm war der Kurzfilm Exit, der ihm im Alter von neunzehn Jahren einen Kodak Award einbrachte.
Nach diesem Erfolg kehrte er nach Japan zurück und gründete das Independent-Filmstudio Napalm Films. Mit einem Budget von 300.000 Yen und einem Sechs-Mann-Stab drehte er 1997 in nur zehn Tagen den 50-minütigen Film Down to Hell. Der mit einer High-8-Kamera gedrehte Film brachte ihm den großen Preis des Indie's Movie Festivals ein. Zu dieser Zeit lernte er den Produzenten Atsuro Watabe kennen, der daraufhin seinen ersten Kinofilm Heat After Dark (1999) produzierte und darin auch die Hauptrolle übernahm.
Enttäuscht von dem Mangel an japanischen Actionfilmen begann Kitamura mit den Dreharbeiten zu Versus, einem Low-Budget-Film, der ursprünglich als Fortsetzung zu Down to Hell geplant gewesen war. Der Film bescherte ihm erstmals weltweite Aufmerksamkeit, öffnete ihm aber vor allem Türen zu größeren Filmproduzenten. Nach dem auf einem Manga von Tsutomu Takahashi basierenden Psychothriller Alive – Der Tod ist die bessere Alternative mit Hideo Sakaki in der Hauptrolle, drehte er für einen dieser Produzenten, Shinya Kawai, 2002 im Rahmen des Episodenfilms Jam Films, an dem sieben Regisseure beteiligt waren, ein Segment mit dem Namen The Messenger. Er beendete die Dreharbeiten in nur zehn Tagen. Seine schnelle Arbeitsweise spielte auch eine Rolle in der Finanzierung seines nächsten Films, Aragami. Dieser entstand als Wette (die als Duel-Project bekannt wird) mit dem bekannten japanischen Regisseur Yukihiko Tsutsumi, der ebenfalls an Jam Films beteiligt war. Es galt einen Film zu drehen, der aus nur zwei Hauptdarstellern und einem Schauplatz bestehe. Hieraus resultierte auch Tsutsumis Film 2LDK.
2003 entstand Azumi, sein erster Film mit hohen Produktionskosten. Der Chambara-Film, der auf einer Manga-Serie von Yuu Koyama basiert, bot ihm der Produzent Mataichiro Yamamoto, der von Versus begeistert war, an. Die japanische J-Pop-Sängerin Aya Ueto, die in die Titelrolle schlüpft, erhielt eine Japanese-Academy-Award-Nominierung als Beste Hauptdarstellerin.
Für die Gelegenheit, den 28. Godzilla-Film zu drehen, lehnte Kitamura sogar ein Hollywood-Angebot ab und feierte seinen bisher größten Erfolg. Rechtzeitig zum fünfzigjährigen Jubiläum von Godzilla feierte Godzilla: Final Wars seine Premiere am 29. November 2004 in den USA. Eine Woche später folgte die Veröffentlichung in Japan, wo der Film über 1,2 Milliarden Yen einspielte.
Als Leiter der Bewegungserfassung für die GameCube-Adaption von Metal Gear Solid ist er neben Hideo Kojima und Dennis Dyack Teil des kreativen Teams, das den Spieleklassiker unter dem Namen Metal Gear Solid: The Twin Snakes einem neuen Publikum zugänglich machen soll. Bei Devil May Cry 3 beteiligte er sich ein weiteres Mal an der Entstehung eines Videospiels.

## Filmografie
- 1996: Heat After Dark
- 1997: Down to Hell
- 2000: Versus
- 2002: Alive – Der Tod ist die bessere Alternative (Alive)
- 2002: The Messenger
- 2003: Aragami
- 2003: Sky High
- 2003: Azumi
- 2003: Jigoku kōshien (als Produzent)
- 2004: Longinus
- 2004: Godzilla: Final Wars (Gojira: Fainaru uōzu)
- 2006: LoveDeath
- 2008: The Midnight Meat Train
- 2009: Baton
- 2012: No One Lives – Keiner überlebt! (No one lives)
- 2014: Lupin the Third – Der Meisterdieb
- 2017: Downrange – Die Zielscheibe bist du!
- 2018: Nightmare Cinema
- 2020: The Doorman – Tödlicher Empfang
- 2022: The Price We Pay